# Euphorbia fontqueriana
Euphorbia fontqueriana là một loài thực vật có hoa trong họ Đại kích. Loài này được Greuter mô tả khoa học đầu tiên năm 1965.